# 러시아의 차르위 계승 순위
러시아 제국은 1917년 러시아 혁명이 발생하면서, 제정이 몰락한다. 러시아의 이름뿐인 차르 블라디미르 키릴로예비치 로마노프는 자신의 딸인 러시아 여대공 마리아 블라디미로프나에게 러시아 차르위를 물려주려했으나, 이에 반발한 니콜라이 로마노비치 로마노프가 자신도 함께 차르위를 주장하고 있다.

## 마리야 계열 차르위 계승 순위
1. 호르헤 미하일로비치 로마노프 (1981년), 마리야 블라디미로브나 여대공의 아들.

## 니콜라이 계열 차르위 계승 순위
1. 피터 안드레예비치 로마노프 (1961년), 앤드루 안드레예비치 로마노프의 아들.
2. 앤드루 안드레예비치 로마노프 (1963년), 앤드루 안드레예비치 로마노프의 아들.
3. 로스티슬라프 로스티슬라보비치 로마노프 (1985년), 로스티슬라프 로스티슬라보비치 로마노프의 아들.
4. 니키타 로스티슬라보비치 로마노프 (1987년), 로스티슬라프 로스티슬라보비치 로마노프의 아들.
5. 니콜라이 크리스토페 로마노프 (1968년).
6. 다니엘 조지에프 로마노프 (1972년).
7. 잭슨 다니일로비치 로마노프 (2009년).